# Cordia rhombifolia
Cordia rhombifolia är en strävbladig växtart som beskrevs av J. Estrada Sánchez. Cordia rhombifolia ingår i släktet Cordia, och familjen strävbladiga växter. Inga underarter finns listade i Catalogue of Life.